# Astrapotheria
Die Astrapotheria sind eine vollständig ausgestorbene Ordnung pflanzenfressender Säugetiere aus der Überordnung der Südamerikanischen Huftiere (Meridiungulata). Sie lebten vor 58,7 bis 7,25 Millionen Jahren, also vom oberen Paläozän bis zum Miozän, auf dem südamerikanischen Kontinent. Wahrscheinlich stellen sie eine Schwestergruppe der Xenungulata dar.

## Beschreibung

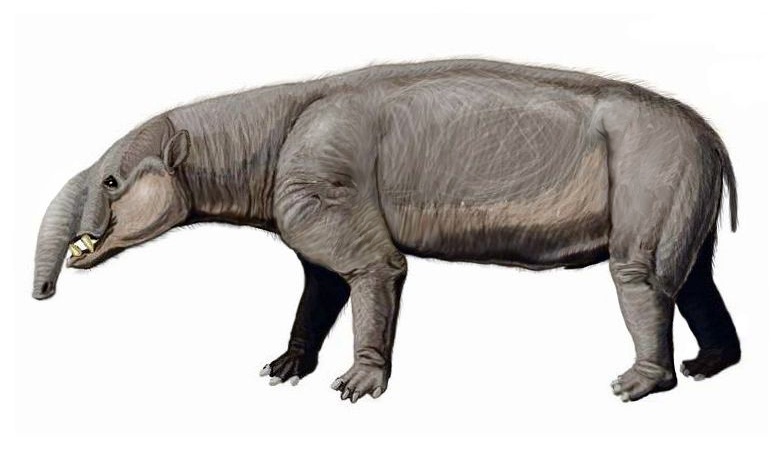
Astrapotherium

Die höher entwickelten Astrapotheria (Astrapotheriidae) hatten einen oft groß dimensionierten und länglichen Körper auf vergleichsweise schlanken Gliedmaßen. Das Körpergewicht war teilweise beträchtlich und reichte von rund 320 kg bis 500 kg bei Comahuetherium über 4,1 t bei Parastrapotherium bis hin zu 6,4 t bei Hilarcotherium. Vor allem die späten Vertreter der Astrapotherien, bei denen  Riesenformen gleich mehrfach belegt sind, stellten die größten landlebenden, endemischen Säugetiere ihrer Zeit in Südamerika dar. Der Hals war teilweise verlängert und endete mit einem recht großen und schwer gebauten Kopf. Aus der Schädelstruktur, insbesondere aus den zurückversetzten Nasenknochen lässt sich auf das Vorhandensein eines kurzen, kräftigen Rüssels schließen. Oberflächlich betrachtet hatten die Astrapotheria eine Ähnlichkeit mit rezenten Tapiren, ohne näher mit diesen verwandt zu sein. Die Eckzähne (Dentes canini) waren stoßzahnartig verlängert, an sie schloss sich eine breite Lücke (ein sogenanntes Diastema) vor den Backenzähnen (Prämolaren und Molaren) an. Die Molaren des Oberkiefers zeigten auf den Kauflächen ein Muster, das in etwa dem auf Backenzähnen der Nashörner ähnelte. Vor allem die späten Astrapotherien hatten teilweise eine reduzierte Anzahl an Prämolaren. Die Funktion der Eckzähne ist unbekannt. Der Unterkieferknochen ragte weit über den Oberkiefer hinaus. Es scheint, dass die Astrapotheriidae durch konvergente Evolution einen Habitus zwischen dem der heutigen Nashörner und Elefanten entwickelt hatten und eine vergleichbare Lebensweise aufwiesen. Die ebenfalls zu den Südhuftieren gehörenden Pyrotheria waren allerdings Elefanten noch ähnlicher.

## Innere Systematik
Die frühen Eoastrastylopidae waren die kleinsten und primitivsten unter den Astrapotheria. Von ihnen ist nur eine Art bekannt. Sie lebten vom Paläozän bis ins frühe Eozän vor etwa 55 Millionen Jahren. Die Trigonostylopidae wurden lange als eigene Ordnung angesehen. Sie sind bis vor 45 Millionen Jahren verbürgt. Der im Wesentlichen aus Schädelfunden bekannte Trigonostylops aus dem Paläozän wird jetzt als primitive Form der Astrapotherien angesehen. Er war mit etwa 1,5 Metern Länge deutlich kleiner als die zu den Astrapotheriidae gehörenden Xenastrapotherium, Uruguaytherium und das 2,5 bis 3 Meter große Astrapotherium. Vor allem die späteren, stärker spezialisierten und großen Vertreter der Astrapotheriidae prägen das Bild der Astrapotheria. Diese werden in zwei Unterfamilien unterteilt. Dabei waren die Astrapotheriinae weitgehend auf Patagonien beschränkt, während die Uruguaytheriinae weiter nördlich vorkamen bis hin ins nördliche Südamerika. Studien zur stammesgeschichtlichen Verwandtschaft ergaben, dass beide jeweils eine monophyletische Gruppe bilden. Die Astrapotherien starben am Ende des Miozäns vor rund 10 Millionen Jahren aus.

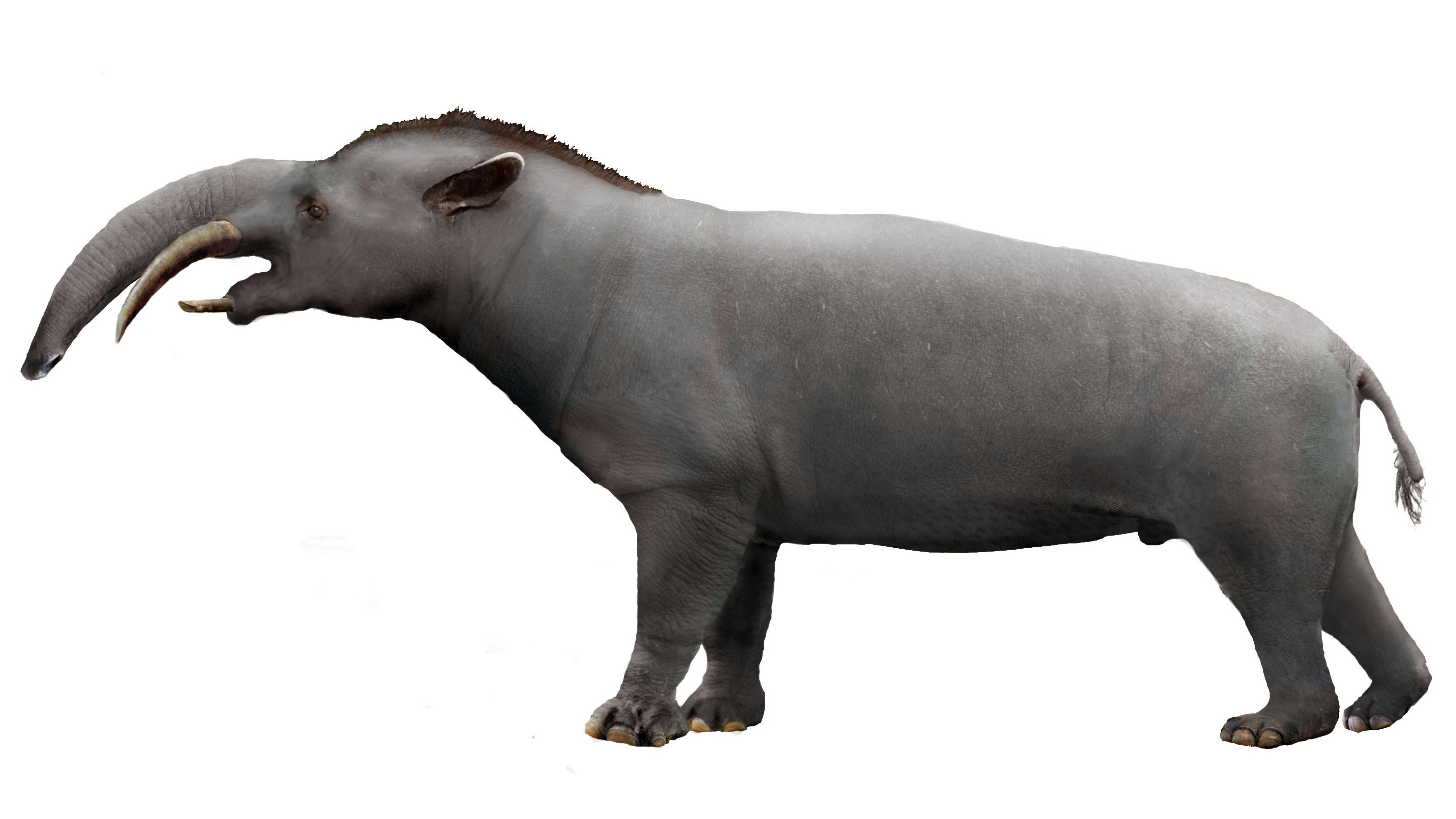
Granastrapotherium

Die Innere Systematik nach McKenna & Bell:
- Ordnung Astrapotheria Lydekker, 1894

- Notorhinus Roth, 1903
- Blastoconus Roth, 1903

- Familie Eoastrastylopidae Soria & Powell, 1981

- Eoastropostylops Soria & Powell, 1981

- Trigonostylopidae Ameghino, 1901

- Shecenia Simpson, 1935
- Tetragonostylops Paula Couto, 1963
- Trigonostylops Ameghino, 1897

- Astrapotheriidae Ameghino, 1887

- Antarctodon Bond, Kramarz, MacPhee & Reguero, 2011
- Scaglia Simpson, 1957
- Albertogaudrya Ameghino, 1901
- Isolophodon Roth, 1903
- Monoeidodon Roth, 1898
- Astraponotus Ameghino, 1901
- Maddenia Kramarz & Bond, 2009
- Comahuetherium Kramarz & Bond, 2011
- Parastrapotherium Ameghino, 1895

- Unterfamilie Uruguaytheriinae Kraglievich, 1928

- Uruguaytherium Kraglievich, 1928
- Hilarcotherium  Vallejo-Pareja, Carrillo, Moreno-Bernal, Pardo-Jaramillo, Rodriguez-Gonzalez & Muñoz-Duran, 2015
- Granastrapotherium Johnson & Madden, 1997
- Xenastrapotherium Kraglievich, 1928

- Unterfamilie Astrapotheriinae Ameghino, 1887

- Astrapotherium Burmeister, 1879
- Astrapothericulus Ameghino, 1901